# Édesanyámnak szeretettel
Az Édesanyámnak szeretettel Kovács Kati huszonötödik albuma. 1999-ben jelent meg. Régi, az édesanyáról, gyermekekről, családról, otthonról, hazáról szóló dalok új feldolgozása egyszerű szintetizátorkísérettel.
Az album előtt maxi CD-n jelent meg a lemez Búcsúzni kell c. dala 1997-ben.

## Dalok
1. A régi ház körül
2. Úgy szeretném meghálálni
3. Egy hamvasarcú kisgyerek
4. Gyerekszemmel
5. Álmodj, kiskölyök
6. Solvejg dala
7. Indián nyár
8. Búcsúzni kell
9. Mama Leone
10. Mammy blue
11. Isten hozzád, kedves városom
12. Gyere el, ha bántanak
13. Újra otthon
14. Bolyongok a város peremén
15. Ahogy lesz, úgy lesz
16. Oly távol, messze van hazám

## Közreműködők
- Kovács Kati
- Koncz Tibor
- Kaszás Péter
- Mohai Gábor
- Lotters Csaba

## Televízió
Tv-felvételek:
- A régi ház körül
- Egy hamvas arcú kisgyerek
- Indián nyár
- Búcsúzni kell
- Mammy blue
- Oly távol, messze van hazám